# Cameron Morton
Cameron Morton (* 3. März 1974 in Bairnsdale) ist ein ehemaliger australischer Biathlet und Skilangläufer.

## Karriere
Cameron Morton war ab Anfang der 1990er Jahre international im Einsatz. Erste Rennen bestritt er 1993 in Oberhof, wo er 89. im Einzel und 91. im Sprint wurde. Bis zum Ende des Jahrzehnts waren seine Einsätze sporadisch. Ein erster Höhepunkt wurden die Biathlon-Weltmeisterschaften 1996 in Ruhpolding, wo der Australier die Plätze 84 im Einzel und 80 im Sprint belegte. 2004 erreichte er in Oberhof annähernd dieselben Ergebnisse. Weitaus besser lief es 2005 im Einzel von Hochfilzen. Als 60. erreichte Morton zugleich sein bestes Resultat im Biathlon-Weltcup. Karrierehöhepunkt des Australiers wurden die Olympischen Winterspiele 2006 von Turin. Bei den Wettkämpfen von Cesana San Sicario erreichte Morton die Plätze 82 im Einzel und 80 im Sprint.
Nach über sechs Jahren gab der Australier im Dezember 2012 sein Comeback bei einem IBU-Cup-Rennen in Ridnaun. Durch vergleichsweise sehr gute Ergebnisse erhielt Morton tatsächlich einen Startplatz für die Weltmeisterschaften 2013 in Nové Město na Moravě. Seine Karriere beendete Morton im Alter von 39 Jahren im Dezember 2013.
Neben den Biathlonrennen bestritt er Anfang der 2000er Jahre insgesamt zehn Skilanglaufbewerbe in seiner Heimat Australien.

## Persönliches
Sein Sohn Damon wie auch seine Tochter Darcie starteten ebenfalls im Biathlon-Weltcup.

## Statistiken

### Weltcupplatzierungen
Die Tabelle zeigt alle Platzierungen (je nach Austragungsjahr einschließlich Olympische Spiele und Weltmeisterschaften).
- 1.–3. Platz: Anzahl der Podiumsplatzierungen
- Top 10: Anzahl der Platzierungen unter den ersten zehn (einschließlich Podium)
- Punkteränge: Anzahl der Platzierungen innerhalb der Punkteränge (einschließlich Podium und Top 10)
- Starts: Anzahl gelaufener Rennen in der jeweiligen Disziplin

| Platzierung         | Einzel | Sprint | Verfolgung | Massenstart | Staffel | Gesamt |
| ------------------- | ------ | ------ | ---------- | ----------- | ------- | ------ |
| 1. Platz            |        |        |            |             |         |        |
| 2. Platz            |        |        |            |             |         |        |
| 3. Platz            |        |        |            |             |         |        |
| Top 10              |        |        |            |             |         |        |
| Punkteränge         |        |        |            |             |         |        |
| Starts              | 17     | 32     |            |             |         | 49     |
| Stand: Karriereende |        |        |            |             |         |        |

### Olympische Winterspiele
Ergebnisse bei Olympischen Winterspielen:
|                                       | Einzelwettbewerbe | Einzelwettbewerbe | Einzelwettbewerbe | Einzelwettbewerbe | Staffelwettbewerbe |
| Einzel                                | Sprint            | Verfolgung        | Massenstart       | Herrenstaffel     |                    |
| ------------------------------------- | ----------------- | ----------------- | ----------------- | ----------------- | ------------------ |
| Olympische Winterspiele 2006 \| Turin | 82.               | 80.               | –                 | –                 | –                  |

### Biathlon-Weltmeisterschaften
Ergebnisse bei den Weltmeisterschaften:
| Weltmeisterschaften | Weltmeisterschaften | Einzelwettbewerbe | Einzelwettbewerbe | Einzelwettbewerbe | Einzelwettbewerbe | Staffelwettbewerbe | Staffelwettbewerbe |
| Jahr                | Ort                 | Einzel            | Sprint            | Verfolgung        | Massenstart       | Herrenstaffel      | Mixedstaffel       |
| ------------------- | ------------------- | ----------------- | ----------------- | ----------------- | ----------------- | ------------------ | ------------------ |
| 1996                | Ruhpolding          | 84.               | 80.               | –                 | –                 | –                  | –                  |
| 2004                | Oberhof             | 82.               | 76.               | –                 | –                 | –                  | –                  |
| 2005                | Hochfilzen          | 60.               | 95.               | –                 | –                 | –                  | –                  |
| 2013                | Nové Město          | 124.              | 130.              | –                 | –                 | –                  | –                  |